# دم‌سپرماران
دم‌سپرماران (نام علمی: Uropeltidae) نام یک تیره از فروراسته ناکورماریان است.